# Pallavolo Villanterio 2013-2014
Questa voce raccoglie le informazioni riguardanti la Pallavolo Villanterio nelle competizioni ufficiali della stagione 2013-2014.

## Stagione
La stagione 2013-14 è per la Pallavolo Villanterio, sponsorizzata dalla Riso Scotti, la quinta, la seconda consecutiva, in Serie A2; in panchina viene confermato Rosario Braia, così come buona parte della rosa: tra gli acquisti quelli di Francesca Devetag, Joanna Frąckowiak e Sara Giuliodori, poi ceduta a campionato in corso, mentre tra le partenze quelle di Roberta Brusegan, Elena Portalupi, Manuela Roani e Anna Kajalina.

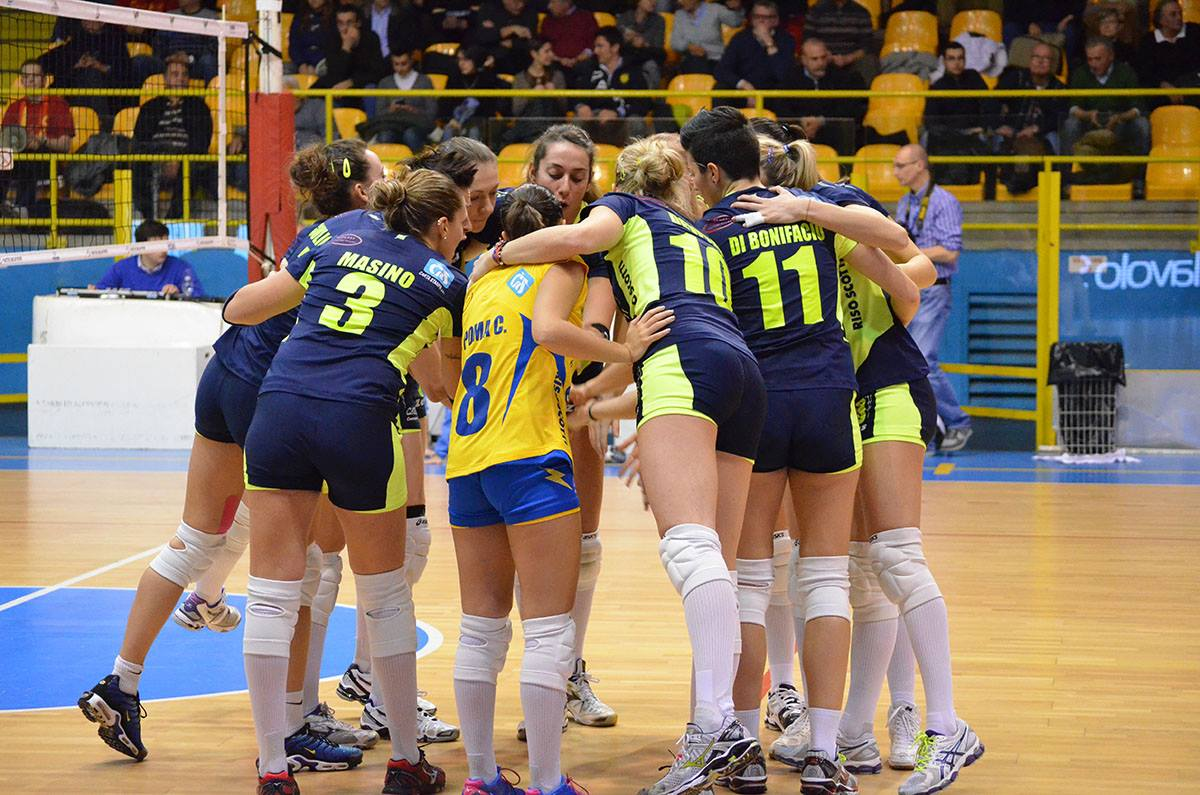
La squadra prima di una partita

Il campionato si apre con la vittoria sul New Volley Libertas, a cui fa seguito la sconfitta contro la Pallavolo Scandicci: per tutto il resto del girone di andata, la squadra di Pavia alterna risultati positivi ad altri negativi che la portano al sesto posto in classifica, posizione utile per essere ripescata nella Coppa Italia di Serie A2. Il girone di ritorno si inizia con due stop consecutivi, per poi seguire lo stesso trend di quello di andata, con vittorie che si alternando a sconfitte, fino a portare il club, al termine della regular season, al sesto posto in classifica: nei quarti di finale dei play-off promozione la sfida è contro la Pallavolo Scandicci: dopo aver perso la gara di andata, le lombarde vincono quella di ritorno per 3-2, ma avendo guadagnato dai due scontri meno punti rispetto alle avversarie, vengono eliminate.
Tutte le squadre partecipanti alla Serie A2 2013-14 sono di diritto qualificate alla Coppa Italia di categoria; la Pallavolo Villanterio incontra negli ottavi di finale il Volley Towers: dopo aver vinto la gara di andata per 3-1, perde quella di ritorno per 3-0, venendo eliminata per un peggior quoziente set. Tuttavia viene ripescata ai quarti di finale grazie ad un buon piazzamento al termine del girone di andata del campionato: anche in questo caso però, dove incontra il Volley Soverato, viene eliminata per un peggior quoziente set, dopo aver perso la gara di andata per 3-0 e vinta quella di ritorno per 3-2.

## Organigramma societario
Area direttiva
- Presidente: Giovanni Amato
- Segreteria generale: Annalisa Sozzani
- Segreteria settore giovanile: Antonella Cassinari

Area organizzativa
- General manager: Gianluigi Poma
- Direttore sportivo: Lele Boselli
- Dirigente accompagnatore: Luca Roveda, Giuseppe Vingiani, Antonella Cassinari, Gianni Bulla, Luisa Orlandi, Monica Miracca, Riccardo Acquistapace
- Addetto agli arbitri: Paolo Chiodi, Emilio Vecchi
- Responsabile palasport: Paolo Benaglia, Franco Maugeri, Massimo Tamasco

Area tecnica
- Allenatore: Rosario Braia
- Allenatore in seconda: Guido Marangi
- Assistente allenatore: Enrico Stefanini
- Scout man: Giampietro Capoferri
- Assistente scout man: Michele Biscaldi
- Responsabile settore giovanile: Elena Bresciani

Area comunicazione
- Ufficio stampa: Stefano Leva
- Webmaster: Stefano Leva
- Responsabile scuole: Elena Bresciani
- Speaker: Frandino Cavanna
- Fotografo: Giovanni Fiocca, Marco Scaglione, Andrea Baccalino

Area marketing
- Ufficio marketing: Gigi Di Genua
- Biglietteria: Fiorella Palmioli e  Luciana Conti

Area sanitaria
- Medico: Gianluigi Poma
- Fisioterapista: Massimo Nascimbene, Alberto Olivero

## Rosa
| N° | Nome                  | Ruolo | Data di nascita  | Nazionalità sportiva |
| -- | --------------------- | ----- | ---------------- | -------------------- |
| 2  | Alyssa Hodzic         | S     | 20 febbraio 1997 | Italia               |
| 3  | Serena Masino         | P     | 24 aprile 1983   | Italia               |
| 4  | Cecilia Nicolini      | P     | 18 giugno 1994   | Italia               |
| 5  | Kim Renkema           | S     | 28 giugno 1987   | Paesi Bassi          |
| 6  | Joanna Frąckowiak     | S     | 4 luglio 1986    | Polonia              |
| 7  | Sara Giuliodori       | C     | 5 giugno 1983    | Italia               |
| 8  | Celeste Poma          | L     | 10 novembre 1991 | Italia               |
| 9  | Simona La Rosa        | C     | 13 gennaio 1992  | Italia               |
| 10 | Francesca Devetag     | C     | 13 novembre 1986 | Italia               |
| 11 | Marianna Di Bonifacio | S     | 11 febbraio 1994 | Italia               |
| 12 | Ginevra Poma          | S     | 6 novembre 1995  | Italia               |
| 18 | Francesca Moretti     | S     | 5 febbraio 1985  | Italia               |

## Mercato
| Acquisti | Acquisti          | Acquisti | Acquisti   |
| R.       | Nome              | da       | Modalità   |
| -------- | ----------------- | -------- | ---------- |
| C        | Francesca Devetag | Bergamo  | definitivo |
| S        | Joanna Frąckowiak | BKS      | definitivo |
| C        | Sara Giuliodori   | AGIL     | definitivo |
| S        | Francesca Moretti | Soverato | definitivo |
| P        | Cecilia Nicolini  | Verona   | definitivo |

| Cessioni | Cessioni         | Cessioni         | Cessioni   |
| R.       | Nome             | a                | Modalità   |
| -------- | ---------------- | ---------------- | ---------- |
| C        | Viviana Corvese  | Giò              | definitivo |
| C        | Roberta Brusegan | Beng Rovigo      | definitivo |
| S/O      | Giulia Di Carlo  | Zambelli Orvieto | definitivo |
| C        | Sara Giuliodori  | AGIL             | definitivo |
| S/O      | Anna Kajalina    | Flero            | definitivo |
| P        | Carlotta Oggioni | Oregon State     | definitivo |
| L        | Elena Portalupi  | Flero            | definitivo |
| S        | Manuela Roani    | Forlì            | definitivo |

## Risultati

### Serie A2

#### Girone di andata
| 1ª giornata - 19 ottobre 2013 PalaRavizza, Pavia                | Pavia           | 3 - 0 | New Libertas | 25-22, 25-22, 25-20               |
| 2ª giornata - 27 ottobre 2013 Palazzetto dello Sport, Scandicci | Savino Del Bene | 3 - 2 | Pavia        | 25-22, 19-25, 25-21, 25-27, 15-8  |
| 3ª giornata - 3 novembre 2013 PalaCampagnola, Schio             | Towers          | 2 - 3 | Pavia        | 25-15, 25-27, 25-20, 20-25, 13-15 |
| 4ª giornata - 24 novembre 2013 PalaRavizza, Pavia               | Pavia           | 3 - 2 | Neruda       | 25-20, 25-23, 21-25, 24-26, 15-10 |
| 5ª giornata - 1º dicembre 2013 PalaScoppa, Soverato             | Soverato        | 3 - 1 | Pavia        | 39-41, 25-22, 25-20, 25-23        |
| 6ª giornata - 8 dicembre 2013 PalaRavizza, Pavia                | Pavia           | 2 - 3 | Pro Victoria | 25-19, 22-25, 20-25, 25-19, 14-16 |
| 7ª giornata - 15 dicembre 2013 PalaRavizza, Pavia               | Pavia           | 3 - 1 | San Casciano | 21-25, 25-22, 25-21, 26-24        |
| 8ª giornata - 22 dicembre 2013 Palazzetto dello Sport, Rovigo   | Beng Rovigo     | 3 - 0 | Pavia        | 25-20, 25-17, 25-18               |
| 9ª giornata - 26 dicembre 2013 PalaRavizza, Pavia               | Pavia           | 2 - 3 | Flero        | 25-13, 22-25, 25-17, 22-25, 7-15  |
| 10ª giornata - 6 gennaio 2014 PalaPozzillo, Sala Consilina      | Antares         | 1 - 3 | Pavia        | 22-25, 16-25, 25-10, 22-25        |
| 11ª giornata - 11 gennaio 2014 PalaRavizza, Pavia               | Pavia           | 3 - 0 | Cadelbosco   | 25-16, 25-17, 25-23               |

#### Girone di ritorno
| 12ª giornata - 26 gennaio 2014 PalaPuca, Sant'Antimo              | New Libertas | 3 - 1 | Pavia           | 20-25, 25-17, 25-19, 25-21       |
| 13ª giornata - 2 febbraio 2014 PalaRavizza, Pavia                 | Pavia        | 0 - 3 | Savino Del Bene | 23-25, 22-25, 24-26              |
| 14ª giornata - 9 febbraio 2014 PalaRavizza, Pavia                 | Pavia        | 3 - 0 | Towers          | 25-22, 25-12, 25-21              |
| 15ª giornata - 16 febbraio 2014 PalaResia, Bolzano                | Neruda       | 3 - 0 | Pavia           | 25-17, 27-25, 25-20              |
| 16ª giornata - 2 marzo 2014 PalaRavizza, Pavia                    | Pavia        | 3 - 2 | Soverato        | 24-26, 20-25, 25-12, 25-20, 15-8 |
| 17ª giornata - 9 marzo 2014 Palazzetto dello Sport, Monza         | Pro Victoria | 1 - 3 | Pavia           | 25-20, 22-25, 20-25, 21-25       |
| 18ª giornata - 16 marzo 2014 Palazzetto dello Sport, San Casciano | San Casciano | 3 - 1 | Pavia           | 25-14, 25-19, 16-25, 25-20       |
| 19ª giornata - 23 marzo 2014 PalaRavizza, Pavia                   | Pavia        | 3 - 1 | Beng Rovigo     | 25-27, 25-16, 25-17, 25-19       |
| 20ª giornata - 30 marzo 2014 PalaGeorge, Montichiari              | Flero        | 3 - 1 | Pavia           | 25-23, 22-25, 28-26, 25-22       |
| 21ª giornata - 6 aprile 2014 PalaRavizza, Pavia                   | Pavia        | 3 - 0 | Antares         | 26-24, 25-15, 25-22              |
| 22ª giornata - 13 aprile 2014 PalaRivalta, Reggio nell'Emilia     | Cadelbosco   | 3 - 0 | Pavia           | 25-16, 25-16, 25-17              |

#### Play-off promozione
| Quarti di finale (gara 1) - 16 aprile 2014 PalaRavizza, Pavia                | Pavia           | 0 - 3 | Savino Del Bene | 23-25, 18-25, 15-25               |
| Quarti di finale (gara 2) - 19 aprile 2014 Palazzetto dello Sport, Scandicci | Savino Del Bene | 2 - 3 | Pavia           | 25-23, 25-21, 21-25, 22-25, 13-15 |

### Coppa Italia di Serie A2

#### Fase a eliminazione diretta
| Ottavi di finale (andata) - 9 novembre 2013 PalaRavizza, Pavia           | Pavia    | 3 - 1 | Towers   | 20-25, 25-21, 25-19, 25-22        |
| Ottavi di finale (ritorno) - 17 novembre 2013 PalaBorin, Lugo di Vicenza | Towers   | 3 - 0 | Pavia    | 25-23, 27-25, 25-22               |
| Quarti di finale (andata) - 18 gennaio 2014 PalaRavizza, Soverato        | Pavia    | 0 - 3 | Soverato | 15-25, 9-25, 21-25                |
| Quarti di finale (ritorno) - 22 gennaio 2014 PalaScoppa, Soverato        | Soverato | 2 - 3 | Pavia    | 16-25, 25-21, 25-22, 13-25, 15-17 |

## Statistiche

### Statistiche di squadra
| Competizione             | Punti | In casa | In casa | In casa | In trasferta | In trasferta | In trasferta | Totale | Totale | Totale |
| Competizione             | Punti | G       | V       | P       | G            | V            | P            | G      | V      | P      |
| ------------------------ | ----- | ------- | ------- | ------- | ------------ | ------------ | ------------ | ------ | ------ | ------ |
| Serie A2                 | 33    | 12      | 8       | 4       | 12           | 4            | 8            | 24     | 12     | 12     |
| Coppa Italia di Serie A2 | -     | 2       | 1       | 1       | 2            | 1            | 1            | 4      | 2      | 2      |
| Totale                   | -     | 14      | 9       | 5       | 14           | 5            | 9            | 28     | 14     | 14     |

G = partite giocate; V = partite vinte; P = partite perse

### Statistiche dei giocatori
| Giocatore       | Serie A2 | Serie A2 | Serie A2 | Serie A2 | Serie A2 | Coppa Italia di Serie A2 | Coppa Italia di Serie A2 | Coppa Italia di Serie A2 | Coppa Italia di Serie A2 | Coppa Italia di Serie A2 | Totale | Totale | Totale | Totale | Totale |
| Giocatore       | P        | PT       | AV       | MV       | BV       | P                        | PT                       | AV                       | MV                       | BV                       | P      | PT     | AV     | MV     | BV     |
| --------------- | -------- | -------- | -------- | -------- | -------- | ------------------------ | ------------------------ | ------------------------ | ------------------------ | ------------------------ | ------ | ------ | ------ | ------ | ------ |
| F. Devetag      | 24       | 322      | ?        | ?        | ?        | 4                        | 40                       | 25                       | 15                       | 0                        | 28     | 362    | ?      | ?      | ?      |
| M. Di Bonifacio | 22       | 85       | ?        | ?        | ?        | 3                        | 11                       | 9                        | 2                        | 0                        | 25     | 96     | ?      | ?      | ?      |
| J. Frąckowiak   | 24       | 410      | ?        | ?        | ?        | 3                        | 34                       | 30                       | 3                        | 1                        | 27     | 444    | ?      | ?      | ?      |
| S. Giuliodori   | 11       | 96       | ?        | ?        | ?        | 4                        | 44                       | 31                       | 13                       | 0                        | 15     | 140    | ?      | ?      | ?      |
| A. Hodzic       | 2        | 0        | 0        | 0        | 0        | 0                        | 0                        | 0                        | 0                        | 0                        | 2      | 0      | 0      | 0      | 0      |
| S. La Rosa      | 16       | 64       | ?        | ?        | ?        | 1                        | 1                        | 1                        | 0                        | 0                        | 17     | 65     | ?      | ?      | ?      |
| S. Masino       | 23       | 41       | ?        | ?        | ?        | 4                        | 7                        | 3                        | 3                        | 1                        | 27     | 48     | ?      | ?      | ?      |
| F. Moretti      | 22       | 256      | ?        | ?        | ?        | 4                        | 42                       | 37                       | 4                        | 1                        | 26     | 298    | ?      | ?      | ?      |
| C. Nicolini     | 20       | 28       | ?        | ?        | ?        | 3                        | 1                        | 1                        | 0                        | 0                        | 23     | 29     | ?      | ?      | ?      |
| C. Poma         | 24       | -        | -        | -        | -        | 4                        | -                        | -                        | -                        | -                        | 28     | -      | -      | -      | -      |
| G. Poma         | 17       | 3        | ?        | ?        | ?        | 4                        | 2                        | 0                        | 0                        | 2                        | 21     | 5      | ?      | ?      | ?      |
| K. Renkema      | 19       | 239      | ?        | ?        | ?        | 4                        | 56                       | 50                       | 3                        | 3                        | 22     | 295    | ?      | ?      | ?      |

P = presenze; PT = punti totali; AV = attacchi vincenti; MV = muri vincenti; BV = battute vincenti